# Шевелилкин, Василий Владимирович
Васи́лий Влади́мирович Шевели́лкин (13 июня 1978) — российский актёр театра и кино.

## Биография
Родился 13 июня 1978 года в Сызрани. В 2000 году окончил Театральный институт имени Бориса Щукина (курс М. Пантелеевой), в 2002 — Институт музыкальной драмы и пластики при центре А. Васильева (курс А. Дрознина). С 2000 года играет в театрах и снимается в кино, преимущественно в сериалах. С 2003 года преподаёт сценическое движение и актёрское мастерство в Театральной студии им. Авилова (Театр на Юго-Западе). В 2005—2006 годах ведущий прямого эфира телепрограммы «С добрым утром, любимая!» на канале ТДК.

## Роли в театрах
Дипломные спектакли
- В сумерках — Тимон
- Пролетарская мельница счастья — Айцвай
- Утиная охота — официант Дима
- Бидерман и поджигатели — Айзеринг

«Бенефис» (Москва)
- Женитьба Бальзаминова. Московское сватовство — Русочок
- Шлямпампо — студент Боб

«Ореол» (Красногорск, Московская область)
- Предложение — Иван Васильевич Ломов
- Медведь — Лука
- Трагик поневоле — Алексей Алексеевич Мурашкин
- Юбилей — Кузьма Николаевич Хирин
- Любовник — Ричард

Атриум (Москва)
- Школа волшебников — Гоша

Арт-Хаус (Москва)
- Приключения Муми-троллей — Муми-папа

Смайл Театр (Москва)
- Белый кролик - Судья

## Фильмография
- 2000 — Два товарища — призывник
- 2003 — Бедная Настя
- 2004 — Дорогая Маша Березина
- 2004 — Холостяки
- 2005 — Охота на изюбря
- 2005—2010 — Солдаты 3—8, 12, 16 — рядовой/ефрейтор Родион Щур
- 2007 — Прапорщик, или «Ё-моё» — Родион Щур
- 2008 — Солдаты. Новый год, твою дивизию! — ефрейтор Родион Щур
- 2008 — Мент в законе — адвокат (в эпизоде «Судья и палач»)
- 2008 — Проклятый рай 2 — Кирилл
- 2008 — Срочно в номер 2  — представитель в банке (в эпизоде «Старомодное преступление»)
- 2008 — Осенний детектив — опер (в эпизоде «Кольцо памяти»)
- 2010 — Глухарь. Возвращение — бандит «Худой» (в эпизоде «Грязные деньги»)
- 2011 — Всё к лучшему (в одном эпизоде)
- 2011 — Лектор (эпизод)
- 2011 — Москва. Три вокзала (скинхед)
- 2012 — Дневник доктора Зайцевой-2 (узист)
- 2012 — Икорный барон (Василий)
- 2013 — Истребители (Еремин)
- 2019 — Кухня. Война за отель (инспектор из проверяющей комиссии)